# Schwanden (Glaris)
Pour les articles homonymes, voir Schwanden.
Schwanden est une localité et une ancienne commune suisse du canton de Glaris, située dans la commune de Glaris Sud.

## Géographie

Photo aérienne prise par Walter Mittelholzer (1932)

Selon l'Office fédéral de la statistique, l'ancienne commune de Schwanden mesurait 30,64 km2 et était limitrophe d'Elm, Engi, Glaris, Haslen, Luchsingen, Matt, Mitlödi, Schwändi et Sool.
De 1905 à 1969, le chemin de fer de la vallée de Sernf la reliait à Engi et à Elm.
Le 29 août 2023, un important glissement de terrain détruit six maisons en déversant de la boue et des rochers depuis le flanc de la montagne. Aucune victime n'a été à déplorer, la zone ayant été évacuée au préalable.

## Démographie
Selon l'Office fédéral de la statistique, Schwanden possède 2 392 habitants fin 2022. Sa densité de population atteint 78 hab./km2.
Le graphique suivant résume l'évolution de la population de Schwanden entre 1850 et 2008 :

## Culture et patrimoine

### Héraldique
| Blason | Blasonnement : D'azur au cygne d'argent couronné becqué et membré d'or. |